# Hammarkulletorget

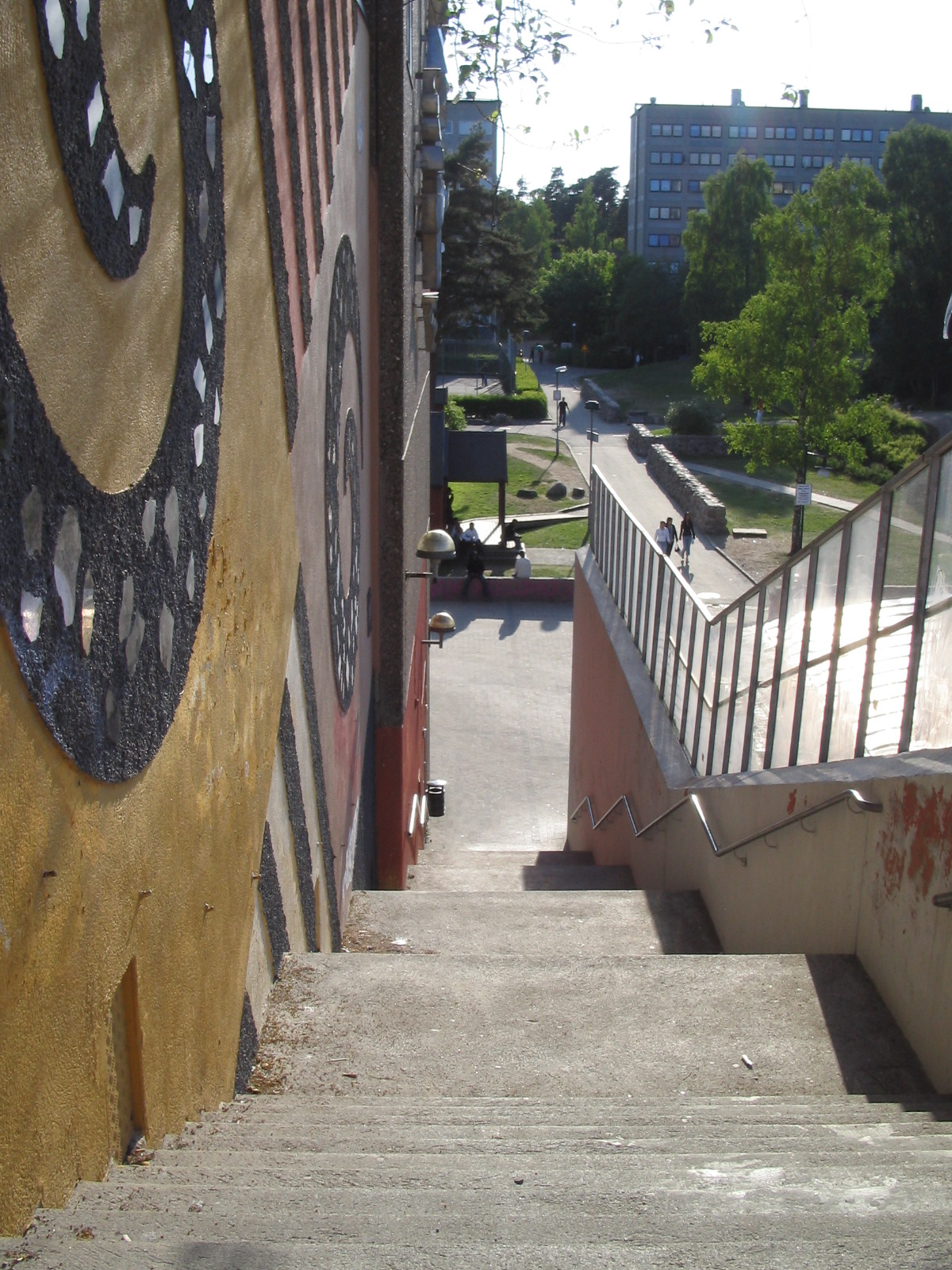
Trappa vid Hammarkulletorget

Hammarkulletorget ligger i stadsdelen Hammarkullen i Göteborg. Torget byggdes 1971 och ritades av White arkitekter. 1997 byggdes torgets om och Hammarkulletorget ändrades både till färg och form. Till Hammarkulletorget tar man spårvagn och kliver av vid Göteborgs enda "tunnelbanestation".
Hammarkulletorget förvaltas av det kommunala bolaget Göteborgslokaler.